# Штефані Белер
Штефані Белер  (нім. Stefanie Böhler, 27 лютого 1981) — німецька лижниця, олімпійська медалістка.

## Виступи на Олімпіадах
| Олімпіада     | Дисципліна        | Місце |
| ------------- | ----------------- | ----- |
| Турин 2006    | спринт            | 20    |
| Турин 2006    | 10 км             | 38    |
| Турин 2006    | 30 км             | 20    |
| Турин 2006    | скіатлон 15 км    | 28    |
| Турин 2006    | естафета 4 × 5 км | 2     |
| Ванкувер 2010 | 10 км             | 23    |
| Ванкувер 2010 | 30 ка             | 17    |
| Ванкувер 2010 | скіатлон 15 км    | 35    |

## Зовнішні посилання
- Досьє на sport.references.com

1. ↑  Olympedia — 2006.